# غراهام غرين
غراهام غرين (2 أكتوبر 1904 - 3 أبريل 1991)، هو كاتب وروائي وصحافي إنجليزي.
ولد في 1904. بعد مغادرته كلية باليول، في أكسفورد، عمل لمدة أربع سنوات كمساعد محرر في جريدة الـ تايمز. وقد رسخ شهرته بروايته الرابعة: قطار إسطنبول. في 1935 قام برحلة عبر ليبيريا، وصفت في رحلة بلا خرائط، وعين عند الكنيسة الكاثوليكية الرومانية وزار المكسيك في 1938 ليكتب عن الاضطهاد الديني هناك. ونتيجة لهذا كتب الطرق غير القانونية وفيما بعد، وروايته المشهورة: القوة والمجد.
نشرت رواية: صخرة برايتون في 1938 وفي 1940 أصبح المحرر الأدبي لجريدة سبكاتاتور. في السنة التالية تعهد بالقيام بعمل لمكتب الشؤون الخارجية وأصبح مقره في سيراليون من 1941 إلى 1943. أنتجت هذه الفترة فيما بعد روايته: صميم الموضوع التي تدور أحداثها في غرب أفريقيا. وتتضمن روايات أخرى: نهاية العلاقة، الأمريكي الهادئ، رحلات مع خالتي، القنصل الفخري، والقطبان والعدو.
إضافة إلى كثير من رواياته العديدة، كتب غراهام غرين مجموعات قصص عديدة قصيرة، وأربع كتب رحلات، وكتابين عن سيرته الذاتية، نوع من حياة، وطرق هروب، وكتابين في السيرة، وأربعة كتب للأطفال. وساهم أيضاً بمئات المواضيع والأفلام ومراجعات كتب، ظهر بعضها في مجموعة بعنوان تأملات. وقد حولت كثير من رواياته وقصصه إلى أفلام، وقد كتبت قصة الرجل الثالث في معالجة فليمية. كان غراهام غرين عضواً في نظام الاستحقاق ورفيق شرف.
مات غراهام غرين في 3 أبريل 1991. من بين كثير من الناس الذين ساهموا بالكتابة عند موته كان كينجلسي آيميس: «سيفتقد في جميع أنحاء العالم. وحتى اليوم، ظل أعظم روائيينا الأحياء»، وأليك جينيس: «كان كاتباً عظيماً تكلم بألمعية لجيل بأكمله. كاد يكون شبه نبي بتواضع مدهش»، ووليم جولدينج: «كان غراهام غرين طبقة بنفسه... وسيقرأ ويتذكر كسارد لتاريخ ضمير وقلق رجل القرن العشرين في أقصى حالاته».

## الكتابة
بعد أن غادر أوكسفورد، عمل غرين مدرّسًا خاصًا مدةً من الزمن، ثم انتقل إلى العمل في  الصحافة – بدايةً في مجلة نوتنغهام، ثم في صحيفة ذا تايمز بصفة محرر مساعد. خلال فترة عمله في نوتنغهام، أخذ يراسل فيفيان دايريل براوننغ، التي راسلته أولًا لتصحيح نقطة تخص العقيدة الكاثوليكية. كان غرين حينها لاأدريًا، ولكن بعد أن فكر في الزواج من فيفيان، شعر أنه، كما يصف في أسورت أوف لايف «يجب أن يتعرف إلى طبيعة المعتقدات التي تعتنقها وحدودها على الأقل». عُمّد غرين في 26 فبراير 1926 وتزوج الثنائي في 15 أكتوبر 1927 في كنيسة سانت ماري في هامبستيد شمال لندن.
لقيت أول رواية منشورة لغرين ذه مان ويذن (1929) استقبالًا إيجابيًا دفعه لترك عمله بصفة محرر مساعد في صحيفة ذا تايمز والتفرغ للعمل الروائي. لم ينجح عملاه التاليان، ذا نيم أوف أكشن (1930) ورومر أت نايتفول (1932)؛ وتبرأ منهما لاحقًا. كان ستامبول ترين (1932) أول نجاح حقيقي له، اتخذته جمعية الكتاب وحُول إلى فيلم بعنوان أورينت إكسبريس في عام 1934.
ردف عملُه المستقل في الصحافة مدخوله من الروايات، إلى جانب مراجعات الكتب والأفلام التي قدمها لمجلة ذا سبيكتاتور، ومشاركته في تحرير مجلة نايت آند داي. استفزت مراجعة غرين لفيلم وي ويلي وينكي في 1937، في مجلة نايت آند داي -التي قال فيها إن النجمة البالغة من العمر تسع سنوات، شيرلي تيمبل، أبدت «تدللًا مشبوهًا» جذبَ «الرجال  في منتصف العمر ورجال الدين»- شركة توينتيث سينشوري فوكس ودفعتها لمقاضاته بنجاح وتحصيل 3500 جنيه إسترليني إضافة إلى التكاليف وفرض مغادرة غرين المملكة المتحدة للعيش في المكسيك حتى بعد انتهاء المحاكمة. خلال وجوده في المكسيك، طور غرين أفكار الرواية التي كثيرًا ما تعد تحفة أعماله، ذا باور آند ذا غلوري، وبات غرين معروفًا بوصفه من خيرة كتّاب جيله. مع تطاول حياته المهنية، وجد غرين وقراؤه أن التمييز بين ما هو ترفيهي وما هو روائي يثير إشكالًا كبيرًا. كان آور مان إن هافانا في 1958 آخر كتاب صنفه غرين على أنه ترفيهي.
كتب غرين أيضًا قصصًا قصيرة ومسرحيات لقيت قبولًا جيدًا، مع أنه كان دائمًا روائيًا في المقام الأول. عُرضت مسرحيته الأولى ذا ليفينغ روم في عام 1953. راقب مايكل كوردا، الذي كان صديق غرين طوال حياته وأصبح محرره في سايمون آند شستر، ذات مرة غرين وهو يعمل. لاحظ كوردا أن غرين يكتب في دفتر ملاحظات من الجلد الأسود بقلم حبر أسود نحو 500 كلمة يوميًا. وصف كوردا الأمر بأنه كفارة غراهام اليومية - فبمجرد أن ينهي غرين، يضع دفتر الملاحظات جانبًا بقية اليوم.
تأثر غرين في كتابته بكلٍ من كونراد وفورد وهاغارد وستيفنسون وجيمس وبروست وبوشان، وبيغاي.

## السفر والتجسس
طيلة حياته، سافر غرين مبتعدًا عن إنجلترا، نحو ما سماه «الأماكن الموحشة والنائية في العالم». أدت رحلاته إلى تجنيده في جهاز الاستخبارات البريطاني على يد أخته إليزابيث، التي عملت في الوكالة. ولذا، نُقل إلى سيراليون خلال الحرب العالمية الثانية. كان كيم فيلبي، الذي كُشف لاحقًا بوصفه عميًلا سوفيتيًا، مشرفًا على غرين في الوكالة وصديقًا له. كتب غرين لاحقًا مقدمة لمذكرات فيلبي ماي سايلنت وور في عام 1968. حبكَ غرين شخصياتٍ قابلها وأماكن عاش فيها في نسيج رواياته.

## روابط خارجية
- غراهام غرين على موقع IMDb (الإنجليزية)
- غراهام غرين على موقع الموسوعة البريطانية (الإنجليزية)
- غراهام غرين على موقع مونزينجر (الألمانية)
- غراهام غرين على موقع ألو سيني (الفرنسية)
- غراهام غرين على موقع ميوزك برينز (الإنجليزية)
- غراهام غرين على موقع أول موفي (الإنجليزية)
- غراهام غرين على موقع قاعدة بيانات برودواي على الإنترنت (الإنجليزية)
- غراهام غرين على موقع قاعدة بيانات الأفلام السويدية (السويدية)
- غراهام غرين على موقع إن إن دي بي (الإنجليزية)
- غراهام غرين على موقع ديسكوغز (الإنجليزية)